# Östersunds-Posten
Östersunds-Posten (ÖP) är en dagstidning som ges ut i Östersund sedan 1877, sex dagar i veckan. Tidningen har runt 50 anställda och når ut till ungefär 74 000 läsare inom Jämtlands län. Tidningens ledarsida är centerpartistisk.

## Historia
Agaton Burman grundade Östersunds-Posten. Tidningen gavs ut för första gången den 3 september 1877. Tidningen bestod då av fyra sidor och gavs ut två gånger i veckan. Fem år efter grundandet hade tidningen 1 000 abonnenter.
År 1885 blev ÖP en tredagarstidning, två år efter det, 1887, blev tidningen ett aktiebolag som ägdes av ett åttiotal familjer. I juli 1895 började tidningen ges ut fyra dagar per vecka, måndag, tisdag, torsdag och lördag. Den ökade utgivningsfrekvensen påverkade sidantalet som samtidigt minskades till fyra sidor.
Tjugo år senare, 1907, övergick tidningen till att bli en sexdagarstidning och blev därmed Jämtlands läns första dagstidning.
År 1975 köptes ÖP upp av Centertidningar. År 1981 gick ÖP:s huvudkonkurrent Länstidningen Östersund om ÖP i totalupplaga och ett år senare även i upplaga på utgivningsorten.
År 1993 började ÖP samarbeta med TV4 Jämtland och Rix FM. Ett år senare blev Östersunds-Posten den första landsortstidningen på internet med OP.se. Två år efter det blev tidningen Nordens första miljögodkända tidning när den blev tilldelad Svanen.
År 2001 återtog tidningen rollen som Jämtlands läns ledande tidning och påbörjade sändningar med webb-tv på hemsidan. 2006 utsågs ÖP till Årets dagstidning av Pressens Tidning. Året efter, 2007, såldes ÖP till Mittmedia. Samma år bröt TV4 samarbetet med tidningen.
Bonnier News, som också äger Dagens Nyheter och Expressen, köpte ÖP tillsammans med resterande tidningar i Mittmedia-koncernen i februari 2019.
2019 utsågs ÖP till Årets redaktion av Tidningsutgivarna, bland annat för sitt arbete i granskningen av Östersundshem, Daniel Kindberg och ÖFK.

## Chefredaktörer
- Agathon Burman, 1877–1917
- Edvin Valdemar Magnusson, 1918–1954[10]
- Sven Wallin, 1954[11]–1976[12]
- Nils Röhne, 1976–1987
- Bosse Svensson, 1995–2005[13]
- Bosse Andersson, 2006–2007[14]
- Hans Lindeberg, 2008–2022 [15]
- Kristina Forsström, 2023– [16]

## Personer som jobbar eller har jobbat på ÖP
- Annika Norlin
- Maud Bernhagen
- Elin Olofsson
- Henrik Wranér
- Håkan Larsson
- Malin Svensson
- John Wilhelm Hagberg
- Sven "Plex" Pettersson
- Petter Hegevall
- Börje Thelin
- Michael Nystås
- Anders Fugelstad
- Nalini Yamdagni Bonnier
- Hanna Olsson Berg[17]
- Sven Åsberg
- Thord Eric Nilsson[18]